# Капітула Дюни
«Капітула Дюни» (англ. Chapterhouse: Dune) — науково-фантастичний роман американського письменника Френка Герберта 1985 року.

## Сюжет
Після знищення планети Ракіс Всечесними Матронами, орден Бене Ґессерит переселився на Капітулу, щоб перетворити її на новий Ракіс і розводити там піщаних хробаків. Всечесні Матрони майже завершили завоювання Старої Імперії, знищили цивілізацію Бене Тлейлаксу, і Бене Ґессерит опиняються однією з їхніх мішеней. Матрони прагнуть засвоїти технології та надлюдські здібності Бене Ґессерит і знищити їхнє Сестринство. Настоятелька Дарві Одраде працює над таємним планом подолання Всечесних Матрон.
Шіана, відповідальна за тераформування Капітули, очікує, що скоро на ній зможуть жити піщані хробаки. Останній представник Бене Тлейлаксу, Скителі, перебуває в полоні Бене Ґессерит і неохоче обмінює секрет виробництва гхол на свою безпеку. Перший вирощений гхола — це клон нещодавно померлого військового генія, ментата Майлза Тега. Бене Ґессерит має ще двох в'язнів на Капітулі: останнього гхолу Дункана Айдаго та колишню Всечесну Матрону Мурбеллу, яку Сестринство прийняло як послушницю, попри підозри, що вона має намір втекти назад до Всечесних Матрон.
Лампадас, планета-освітній центр Бене Ґессерит, знищують Всечесні Матрони. Канцлерці планети, Преподобній Матері Лусіллі, вдається втекти, володіючи спільними знаннями мільйонів Преподобних Матерів. Лусілла змушена висадитися на планеті Гамма, де вона шукає притулку у підпільної групи євреїв. Їхній рабин дає Лусіллі притулок, але через загрозу Всечесних Матрон мусить видати їм утікачку. Перш ніж це зробити, він розповідає про Ребекку, «дику» Преподобну Матір, яка здобула свою Іншу Пам'ять без навчання Бене Ґессерит.
Лусілла ділиться спогадами з Ребеккою, яка обіцяє безпечно відвезти ці спогади до Сестринства. Потім Лусіллу доставляють до Великої Почесної Матері Дами, яка намагається переконати її приєднатися до Всечесних Матрон, обіцяючи їй життя в обмін на таємниці Бене Ґессерит. Всечесні Матрони особливо цікавляться здатністю Бене Ґессерит добровільно змінювати хімію свого тіла, оскільки вони втратили цю здатність. З цього Лусілла робить висновок, що Всечесні Матрони бояться невідомого ворога, який широко використовує біологічну зброю. Лусілла відмовляється поділитися цим знанням з Матронами, і Дама вбиває її.
Повернувшись на Капітулу, Одраде стикається з гхолою Дункана та змушує його визнати, що він ментат і що він зберігає спогади попередніх клонів. Тим часом Мурбелла розуміє, що хоче бути Бене Ґессерит. Одраде вважає, що Сестринство припустилося помилки, уникаючи емоцій, і потрібно навчитися переживати їх знову. Мурбелла приймає «прянощі» та після наступної агонії стає Преподобною Матір'ю. Одраде зустрічається з Шіаною, виявляючи, що Дункан і Шіана були союзниками у минулому. Шіана приховує плани пробудження генетичної пам'яті Тега. Одраде також не знає, що Шіана має ключі від не-корабля Дункана.
Шіані вдається пробудити спогади Майлза Тега за допомогою техніки імпринтингу. Одраде знову призначає його командувачем військових сил Сестринства для атаки на Всечесних Матрон на Гаммі. Вона також натякає, що поділиться своїми спогадами з Мурбеллою та Шіаною, зробивши їх своїми можливими наступницями. Одраде зустрічається з Великою Всечесною Матроною, поки сили Бене Ґессерит під командуванням Тега атакують Гамму космічним флотом. Тег використовує свою таємну здатність бачити не-кораблі, щоб забезпечити контроль над планетною системою, і перемога Бене Ґессерит здається неминучою. У розпал цієї битви Ребекка та євреї знаходять притулок у флоті Бене Ґессерит.
Головна радниця Дами, Логно, отруює Даму та бере командування над Всечесними Матронами. Одраде й Тег розуміють, що потрапили в пастку, де Всечесні Матрони використовують таємничу зброю, щоб схопити Одраде. Мурбелла рятує якомога більше сил Бене Ґессерит, і вони відступають на Капітулу. Однак Одраде, передбачаючи пастку, заздалегідь лишила вказівки Мурбеллі для останнього ризикованого заходу. Потім Одраде гине в рукопашній сутичці.
Мурбелла спускає невеликий корабель на поверхню, визнаючи себе Всечесною Матроною, і каже, що їй вдалося втекти від Бене Ґессерит з усіма їхніми секретами. Її доставляють до Великої Всечесної Матрони. Розлючена Логно нападає на Мурбеллу і вона вбиває її. Вражені її фізичними здібностями, Всечесні Матрони змушені прийняти її командування. Таким чином вона стає агенткою Бене Ґессерит у лавах Всечесних Матрон.
Шіана організовує перевезення піщаних хробаків, які прижилися на Капітулі, на борт величезного не-корабля. До неї приєднується Дункан. Обоє тікають на не-кораблі зі Скителі, Тегом і єврейською общиною. Мурбелла останньої миті розуміє їхній план, але вже не може їм завадити.

## Переклади українською
- Френк Герберт. Капітула Дюни. — Харків: КСД, 2022. — 576 стор. Переклад з англійської: TBA